# Jan Stankowski
Jan Stankowski (ur. 1 stycznia 1934 w Poznaniu, zm. 4 września 2009 tamże) – polski fizyk, specjalista w zakresie nadprzewodnictwa oraz przemian fazowych, profesor nauk fizycznych, członek rzeczywisty Polskiej Akademii Nauk, współzałożyciel i dyrektor Instytutu Fizyki Molekularnej PAN w Poznaniu.

## Życiorys

### Kariera naukowa
Urodził się w Poznaniu w 1934. We Wschowie ukończył w 1947 szkołę podstawową, a w 1952 liceum ogólnokształcące. Następnie rozpoczął studia na kierunku fizyka na Uniwersytecie Poznańskim, ukończone dyplomem magistra w 1956. Cztery lata później na UAM obronił pracę doktorską zrealizowaną pod kierunkiem prof. Arkadiusza Piekary. W 1968 uzyskał habilitację, w 1974 roku otrzymał tytuł profesora nadzwyczajnego, a w 1979 profesora zwyczajnego.
W 1956 został asystentem w Instytucie Fizyki PAN. Od 1966 był kierownikiem Zakładu Radiospektroskopii IF PAN oraz przez dwa lata wicedyrektorem Instytutu Fizyki PAN w Warszawie. W 1975 współorganizował (jako główny organizator), a następnie przez dziesięć lat był dyrektorem Instytutu Fizyki Molekularnej PAN w Poznaniu. W 1977 utworzył Zakład Niskich Temperatur na terenie Zakładu Odgazowania Gazu Ziemnego w Odolanowie. W latach 1982–1996 kierował pracownią IMF PAN w Odolanowie, a od 1996 do 1999 był kierownikiem Zespołu Nadprzewodnictwa i Przemian Fazowych IFM PAN. Został pochowany na Cmentarzu Junikowo w Poznaniu.

### Aktywność zawodowa
W 1979 został członkiem korespondentem Polskiej Akademii Nauk, a w 1988 jej członkiem rzeczywistym. W latach 1990–95 był przewodniczącym Oddziału PAN w Poznaniu, a w latach 1990–1999 przewodniczącym Komitetu Fizyki PAN. Od 1993 był również członkiem Słoweńskiej Akademii Nauk i Sztuki. Uczestniczył w pracach Centralnej Komisji ds. Stopni i Tytułów Naukowych. W latach 2007–2010 był przewodniczący Sekcji V Komisji. Był pomysłodawcą wielu konferencji i seminariów naukowych poświęconych fizyce. Z jego inicjatywy od 1985 organizowane były warsztaty naukowe Lato z helem kierowane do uczniów szkół średnich i studentów. Był uznanym autorytetem naukowym w kraju i za granicą. Był członkiem wielu organizacji naukowych, członkiem rad naukowych kilku instytutów. Od 2000 Fellow of Institute of Physics (London).

### Życie prywatne
Żonaty z Jadwigą z Jaskłowskich. Miał troje dzieci, dwie córki i syna. Córka Małgorzata - mgr fizyki pracuje w Pracowni IFM PAN w Odolanowie. Jej mężem jest prof. Zbigniew Trybuła, kierownik Zakładu Fizyki Niskich Temperatur IMF PAN w Odolanowie, i jednocześnie polityk PiS - w latach 2005–2007 senator RP.

## Dorobek naukowy

### Osiągnięcia naukowe
Jego dorobek obejmuje ponad 300 publikacji, w tym kilkanaście monografii i podręczników, a także kilka zbiorów wykładów z fizyki. Był promotorem 28 prac doktorskich. Wraz z zespołem badawczym skonstruował pierwszy w Polsce maser amoniakalny oraz pierwsze spektrometry rezonansu magnetycznego. W 1987 doprowadził do wykrycia zjawiska silnej absorpcji mikrofalowej w ceramicznych nadprzewodnikach wysokotemperaturowych. Prowadził badania dielektryczne ciekłego helu, które pozwoliły wyznaczyć polaryzowalność elektryczną 4He w zakresie od 4.2 – 1.4 K. Był też inicjatorem badań dielektrycznych szkieł protonowych i wielu innych.

### Książki (wybór)
- Masery i ich zastosowania, WKiL (1965)
- Wstęp do elektroniki kwantowej, (współautor: A. Graja) WKiL (1972)
- Radiospektroskopia ciała stałego, (redaktor) PWN
- Wstęp do kriogeniki, (redaktor) IFM PAN
- Nadprzewodnictwo, (współautor: B. Czyżak) WNT (1994), wydanie II uzupełnione (1998)
- Encyklopedia Nauki i Techniki, WNT (1994)
- 50-lecie Poznańskiej Szkoły Arkadiusza Piekary, OWN Poznań (2003)
- Wstęp do spektroskopii rezonansów magnetycznych, (współautor: W. Hilczer) PWN (2005)

### Odznaczenia i nagrody
Wielokrotnie odznaczany i nagradzany w kraju i za granicą. Najważniejsze z odznaczeń to Krzyż Kawalerski Orderu Odrodzenia Polski, Złoty Krzyż Zasługi, Złota Odznaka miasta Poznania oraz Medal im. Krzysztofa Ernsta Polskiego Towarzystwa Fizycznego za popularyzowanie fizyki (2009). Wśród nagród był laureatem Nagrody Wydziału III PAN, Nagrody Naukowej miasta Poznania, kilku Nagród Sekretarza PAN oraz Ministra Nauki, Szkolnictwa Wyższego i Techniki. Pośmiertnie nagrodzony przez Towarzystwo im. Hipolita Cegielskiego statuetką Złotego Hipolita wraz z nadaniem godności Wybitnej Osobistości Pracy Organicznej.